# Zajíc
Zajíc (Lepus) je rod savců z čeledi zajícovití, do které patří i menší králík. Jde o býložravce schopné rychlého běhu. V Evropě žijící zajíc polní (Lepus europaeus) dokáže vyvinout rychlost až kolem 55 km/h a jeho skoky mohou být dlouhé až 5 metrů. První předkové zajíců se objevili již v eocénu, asi před 52 miliony let.
Zajíc byl odjakživa lovnou zvěří. Dokáže se velmi rychle množit, čímž je také pověstný.

## Situace v ČR
Po populačním propadu v 70. letech 20. stol. je početnost zajíců stále nízká. Kromě křepelek, koroptví a bažantů mizí z české krajiny i zajíci. Umírají hlady, žízní, kvůli mechanizaci, příp. predací rozšířených či přibývajících druhů predátorů. Ročně se v ČR uloví průměrně 70 000 zajíců. Zajíc je nejčastější sraženou zvěří na silnicích, ročně dojde v ČR k přibližně 150 000 srážkám zajíce.
Pokud na jeden hektar připadá minimálně 0,1 zajíce, považují odborníci populaci zajíců za životaschopnou. Ovšem např. v okrese Olomouc na jeden hektar připadá 0,06 zajíce. „Při pohledu na velké monokulturní lány technických plodin a stále výkonnější mechanizaci, která dnes nemá lišty se záběrem šest metrů, ale osmnáct, a nejede osmikilometrovou rychlostí, ale až třicítkou, nám musí být jasné, že zajíc, hlavně mládě, nemá šanci,“... 

## Pověry
Ve Švédsku v 18. století byli zajíci a králíci považováni za převtělené čarodějnice, které se snaží vysát mléko kravám. Snad za to mohl některý rys chování zvířat, který našim předkům připadal nepochopitelný.